# Morti nel 743
| Questa pagina contiene informazioni ricavate automaticamente dalle voci biografiche con l'ausilio del template Bio e di un bot. L'aggiornamento è periodico e automatico e ricostruisce completamente la pagina. Se manca una persona in questa lista, sei pregato di non aggiungerla, ma accertati piuttosto che la sua voce biografica contenga il template Bio e che i dati anagrafici siano correttamente compilati. Se il template Bio manca, inseriscilo tu stesso o, in alternativa, metti l'avviso {{tmp\|Bio}} che ne segnala la mancanza. Se i dati riportati sono sbagliati, correggi direttamente la voce biografica; le modifiche saranno visibili in questa lista entro pochi giorni. Per chiarimenti vedi il progetto biografie. La lista contiene solo le 8 persone che sono citate nell'enciclopedia e per le quali è stato implementato correttamente il template Bio. Pagina aggiornata al 10 feb 2025. |

- 20 febbraio - Eucherio di Orleans, vescovo franco
- 17 marzo - Vitburga di Dereham, principessa e badessa anglosassone
- Áed Allán, re irlandese
- Khalid al-Qasri, politico arabo
- Muhammad ibn 'Ali ibn 'Abd Allah, arabo (n. 674)
- Rigoberto di Reims, vescovo e monaco cristiano franco
- Hisham ibn 'Abd al-Malik, sovrano arabo (n. 691)
- Yahya ibn Zayd, arabo (n. 715)